# Leigh (Worcestershire)
Pour les articles homonymes, voir Leigh.
Leigh est une paroisse civile et un village du Worcestershire, en Angleterre.